# Duarte Alves
Duarte Le Falher de Campos Alves (Lisboa, 6 de janeiro de 1991) é um economista e político português. Desde novembro de 2022 que é deputado à Assembleia da República Portuguesa, pelo Partido Comunista Português, tendo também ocupado esse cargo entre setembro de 2018 e março de 2022.

## Biografia
Licenciado em Economia e Mestre em Economia e Políticas Públicas pelo Instituto Superior de Economia e Gestão da Universidade de Lisboa, do qual foi membro do Conselho Pedagógico, em representação dos estudantes. 
Em representação do Comité Nacional Preparatório Português, Duarte Alves integrou em 2017 o Comité Organizador Internacional do 19.º Festival Mundial da Juventude e dos Estudantes, promovido pela Federação Mundial da Juventude Democrática que decorreu na Rússia em 2018. 
Trabalha como economista até 2018, quando se torna Deputado à Assembleia da República.

## Atividade Política
Militante da Juventude Comunista Portuguesa, foi membro do seu Secretariado, Comissão Política, Comissão Regional do Porto e Direção Nacional. Militante do Partido Comunista Português, integra a sua Comissão Concelhia de Vila Nova de Gaia e a Direção da Organização Regional do Porto, trabalhando para o PCP na área das questões económicas, área na qual se torna assessor do Grupo Parlamentar deste partido entre 2017 e setembro de 2018, função que cessa para se tornar deputado à Assembleia da República.

### Regresso ao grupo parlamentar do PCP
Não tendo sido reeleito nas Eleições Legislativas de 2022, Duarte Alves retoma a qualidade de deputado à Assembleia da República Portuguesa em Novembro de 2022, em substituição de Jerónimo de Sousa aquando do anúncio da substituição deste no cargo de Secretário-Geral do Partido Comunista Português e da sua cedência do seu lugar de deputado ao primeiro candidato não eleito das listas da Coligação Democrática Unitária.

### Cargos exercidos na Assembleia da República

#### XIV Legislatura
Na XIV Legislatura da Assembleia da República Portuguesa é coordenador da Comissão de Orçamento e Finanças, membro da Comissão de Negócios Estrangeiros e Comunidades Portuguesas; e suplente na Comissão de Economia, Inovação, Obras Públicas e Habitação. Pertenceu ao Grupo de Trabalho dedicado às Comissões Bancárias.

#### XIII Legislatura
Na XIII Legislatura foi membro da Comissão de Orçamento, Finanças e Modernização Administrativa; da Comissão de Economia, Inovação e Obras Públicas; da Comissão Parlamentar de Inquérito ao Pagamento de Rendas Excessivas aos Produtores de Eletricidade e da II Comissão Parlamentar de Inquérito à Recapitalização da Caixa Geral de Depósitos e à Gestão do Banco.
Pertenceu também ao Grupo de Trabalho PJL para a Defesa do Consumidor e ao Grupo de Trabalho para a Atividade Seguradora e Resseguradora.